# Pedicia (Pedicia) bellamyana
Pedicia (Pedicia) bellamyana is een tweevleugelige uit de familie Pediciidae. De soort komt voor in het Nearctisch gebied.